# Беле-Кушальское
Беле-Куша́льское — село в Калининском районе Тверской области. Относится к Славновскому сельскому поселению. До 2006 года было центром Беле-Кушальского сельского округа.
Расположено в 17 км к северо-востоку от Твери, на автодороге Александровка — Новая Орша. К селу примыкает деревня Новая Слобода.

## История
Церковь Казанской иконы Божией Матери в селе была построена рядом с деревянной Казанской церковью 1759 года, разобранной в 1854 году. Каменный храм, место для которого освидетельствовал тверской губернский архит. Н. Н. Легранд (возможно, автор проекта), сооружен в 1824—1842 годах. (приделы освящены в 1847 году) на средства прихожан, в том числе помещика У. И. Мартынова. В 1902—1903 годах по проекту архитектора А. П. Фёдорова трапезная в обе стороны расширена приделами Иоанна Предтечи и Дмитрия Солунского.
В списке населенных мест 1859 года значится владельческое село Бели Кушальские с православной церковью (17 вёрст от Твери, 37 дворов, 274 жителя). Помещиками была семья И. И. Дамича. Во второй половине XIX — начале XX века село было центром прихода и волости Тверского уезда Тверской губернии. В 1914 году прихожан Казанской церкви Рождества Богородицы (построена в 1842 году) в селе и в 21 деревне прихода — 3472 человека. Село и окрестные деревни были известны мастерами гвоздарного промысла.
В 1929—1935 годах село центр Бели-Кушальского сельсовета в составе Калининского района Московской области. С 1935 по 1956 год Беле-Кушальский сельсовет относится к Кушалинскому району Калининской области. С 1956 года село в составе Калининского района, центральная усадьба совхоза «Романовский».
В 1997 году — 160 хозяйств, 450 жителей.

## Население
| 1859 | 1886 | 1992 | 2002 | 2008 | 2010 |
| ---- | ---- | ---- | ---- | ---- | ---- |
| 274  | ↗342 | ↗440 | ↘339 | ↗472 | ↘389 |

## Инфраструктура
В селе имеются фельдшерско-акушерский пункт, библиотека, отделение почтовой связи, магазин круглосуточный.

## Достопримечательности
Сохранилась Церковь Казанской иконы Божией Матери (1842) с фрагментами живописи.